# Bogengänge

Schnitt durch das menschliche Ohr. Farblich in lila abgesetzt das gesamte Innenohr; 9. einer der Bogengänge

Die Bogengänge (Ductus semicirculares) sind drei miteinander verbundene, dünnwandige, ringförmige Schläuche in jedem Innenohr. Sie sind Teil des Gleichgewichtsorgans und dienen zur Feststellung und Regulierung von Drehbewegungen.
Die drei Bogengangsringe haben zusammen die Form einer dreidimensionalen Brezel, wobei die drei Ringe in unterschiedlichen Raumrichtungen, annähernd rechtwinklig zueinander, angeordnet sind. Die einzelnen Ringe haben beim Menschen einen Durchmesser von etwa 6 mm.
Die häutigen Bogengangsschläuche sind in einem Gangsystem (Canales semicirculares ossei) des Felsenbeins aufgehängt. Sie sind mit Endolymphe gefüllt und von Perilymphe umgeben. In Auftreibungen der Bogengangsschläuche (Bogengangsampullen) bei ihrer Einmündung in den Utriculus befinden sich Sinneshärchen, über die bei einer Drehung des Kopfes die Endolymphe streicht. Dadurch wird über deren Nerven eine Drehempfindung hervorgerufen.
Bei längeren gleichförmigen Drehbewegungen vermindert Reibung die Strömung der Lymphe in den Bogengängen. Diese Anpassung an die Drehung erlaubt die Orientierung im sich drehenden Bezugssystem, was z. B. für Klettertiere wichtig ist, aber auch für Artistik oder Walzertanz.

## Täuschungs-Effekte
Wenn eine lange Drehbewegung endet, rotiert die Flüssigkeit durch ihre Trägheit weiter und ruft den Eindruck einer entgegengesetzten Drehung hervor. Ein Widerspruch zu anderen Sinneseindrücken – vor allem zum Auge – kann ein Schwindelgefühl (Vertigo) verursachen.
Piloten trainieren deshalb, beim Instrumentenflug (ohne Sicht nach außen) der Anzeige von Navigationsgeräten mehr zu trauen als ihrem Eindruck im Kopf.
Beim Looping (einem Flugmanöver, das einen Überschlag um 360° darstellt) hat der Gleichgewichtssinn lediglich den Eindruck, eine hohe Welle zu fliegen. Erst der Blick auf Navigationsinstrumente (Künstlicher Horizont etc.) erlaubt, das Manöver im richtigen Moment zu beenden.

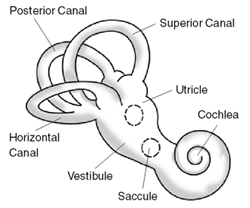
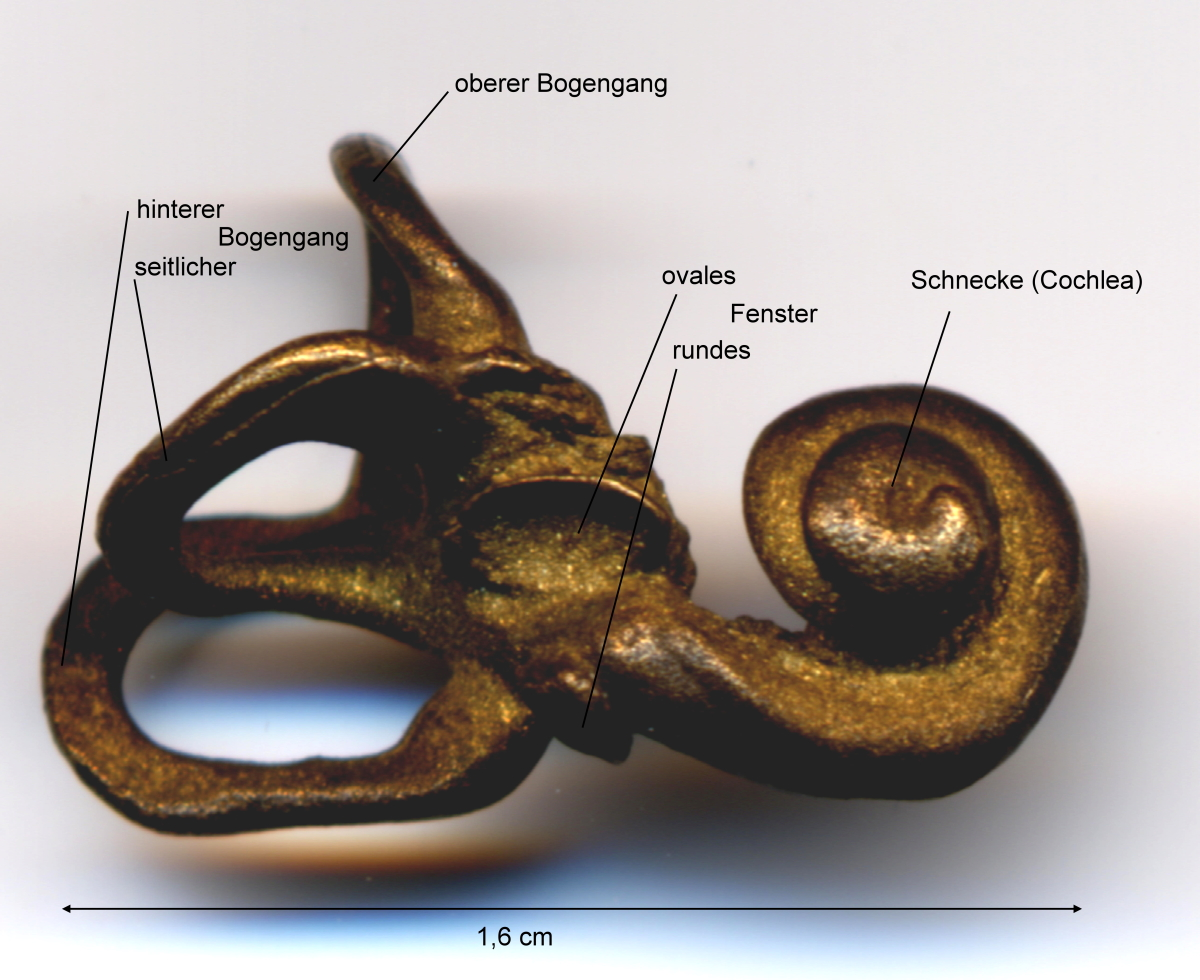

## Bogengänge bei Tieren
Alle Wirbeltiere besitzen Bogengänge. Meist sind es, wie beim Menschen, drei Paar. Eine Ausnahme bilden die Neunaugen mit nur zwei Paar Bogengängen und die Schleimaale mit nur einem Paar.
Bei Vögeln wurde unlängst ein zweites Gleichgewichtsorgan in seitlichen Auslappungen des Rückenmarks entdeckt. Es ist den Bogengängen vergleichbar und für die Kontrolle des Gehens und Stehens zuständig. Der Gleichgewichtssinn im Innenohr steuert hingegen die Bewegungen der Vögel im Flug. Zusätzlich spüren sie die genauen Luftbewegungen an ihren Federn und am Schnabel.